# N-اتوکسی‌کربونیل-۲-اتوکسی-۲،۱-دی‌هیدروکینولین
ان-اتوکسی‌کربونیل-۲-اتوکسی-۲،۱-دی‌هیدروکینولین (به انگلیسی: N-Ethoxycarbonyl-2-ethoxy-1,2-dihydroquinoline) با فرمول شیمیایی C۱۴H۱۷NO۳ یک ترکیب شیمیایی با شناسه پاب‌کم ۲۷۸۳۳ است. که جرم مولی آن ۲۴۷٫۲۹ g/mol می‌باشد. 